# Удружење драмских уметника Србије
Удружење драмских уметника Србије (скраћено УДУС) је струковно удружење које окупља драмске уметнике (глумце, редитеље, драмске писце, драматурге) и уметничке сараднике (организаторе, инспицијенте, суфлере) у Србији. Основано је 1919. године и представља једну од најстаријих и најугледнијих уметничких организација у земљи.

## Историја
Идеја о оснивању удружења глумаца настала је током Првог светског рата, када је група српских глумаца, након преласка преко Албаније, стварала позориште на Крфу. Прва оснивачка Скупштина Удружења глумаца Краљевине Срба, Хрвата и Словенаца (касније Југославије) одржана је 15. септембра 1919. године у Београду. Краљ Александар I Карађорђевић прихватио је да буде високи покровитељ Удружења. Удружење је тада окупило не само глумце, већ и остале сценске уметнике, укључујући оперске певаче и балетске играче. За првог председника изабран је глумац Сава Тодоровић.
Предратно Удружење глумаца развило је низ значајних активности: одржавало је везе са Интернационалном унијом глумаца, посредовало у ангажовању чланова за снимање филмова, организовало гостовања страних уметника, прикупљало средства од добротвора, давало позајмице и помагало члановима у остваривању радних и социјалних права (повишице, пензије), помагало болесне чланове и породице преминулих. Удружење је имало уметничку берзу рада, артистичку пословницу, а било је и покровитељ прослава и глумачких јубилеја. Издавало је и сталешки лист. Удружење је било признато и помагано од стране угледних појединаца и државе, а одликовано је и Орденом Светог Саве III реда.
Крајем 1947. године, Удружење глумаца Краљевине Југославије је ликвидирано, а његова имовина је предата Комитету за културу и уметност Владе ФНРЈ. Позоришне ствари и намештај су касније предати новооснованом Југословенском драмском позоришту.
Сталешко удружење поново је основано 23. априла 1950. године под називом Удружење драмских уметника НР Србије (касније УДУС). Оно је постало правни наследник предратног удружења и враћен му је део имовине, али су некретнине касније припале Савезном извршном већу (СИВ), што је довело до вишедеценијских покушаја да се имовина поврати.
Послератно Удружење драмских уметника Србије наставило је многе активности засноване на традицији предратног удружења. Према правилима установљеним на Оснивачкој скупштини 1950. године, чланови су првобитно могли бити само глумци и редитељи. Касније су у чланство примљени и драмски писци, драматурзи, као и уметнички сарадници – организатори, инспицијенти и суфлери. Почетком 1985. године Удружење је преименовано у Савез драмских уметника Србије и добило је статус друштвене организације.
У складу са Законом о удружењима, јула 2010. године извршена је пререгистрација и Савез је поново постао Удружење драмских уметника Србије (УДУС). Од 2011. године УДУС има статус репрезентативног удружења у култури.

### Председници Удружења
Први председник Удружења био је Сава Тодоровић (1919–1924). Остали председници предратног удружења били су Драгутин П. Гошић (1925–1928), Божа Николић (1929–1933, 1936–1940) и Јован Гец (1940–1941).
У послератном периоду председници су били:
- Раша Плаовић (1950—1952)
- Јожа Рутић (1952—1956)
- Страхиња Петровић (1956—1959)
- Мира Ступица (1959—1961)
- Јожа Рутић (1961—1963)
- Бранко Плеша (1963—1968)
- Славко Симић (1968—1973)
- Милан Пузић (1973—1976)
- Миодраг Радовановић (1976—1980)
- Мирослав Бијелић (1980—1982)
- Мира Бањац (1982—1984)
- Предраг Мики Манојловић (1984—1986)
- Предраг Ејдус (1986—1990)
- Драган Николић (1990—1992)
- Светлана Бојковић (1992—1996)
- Светислав Гонцић (1996—1998)
- Тихомир Станић (1998—2000)
- Даница Максимовић (2000—2002)
- Бранислав Милићевић (2002—2004)
- Соња Јауковић (2004—2006)
- Милан Гутовић (2006—2008)
- Љиљана Ђурић (2008—2013)
- Војислав Брајовић (2013-2021) [4]

- Небојша Дугалић (2021-2025)[5]
- Павле Пекић (од 2025)

## Циљеви и активности данас
Основни циљеви Удружења драмских уметника Србије су развој и унапређење драмске уметности, афирмација чланова, заштита њихових ауторских и других професионалних права, као и сарадња са позориштима, другим уметничким организацијама, институцијама и удружењима у земљи и иностранству.
Удружење развија низ активности, укључујући:
- Доделу престижних уметничких награда.
- Издавање позоришних новина "Лудус".
- Издавачку делатност (књиге, монографије).
- Организовање трибина, сусрета и других програма.
- Пружање правне помоћи члановима.
- Утврђивање статуса самосталног уметника/уметничког сарадника (од 1. јула 1983).

## Лудус
Лудус су позоришне новине које излазе у издаваштву Удружења драмских уметника Србије. Покренуте су са циљем афирмације позоришне уметности, боље информисаности и комуникације у култури, и настоје да прикажу најактуелнија дешавања и критике са позоришне сцене Србије, као и новости из иностранства.
Први период излажења листа био је 1983. године, када га је уређивао Дејан Ђуровић. Након осам објављених бројева у форми билтена, лист се угасио због недостатка средстава. Поново је покренут 5. новембра 1992. године. У једном периоду (2007—2008) новине поново нису излазиле због финансијских потешкоћа. Од оснивања (односно поновног покретања) уређивали су их Феликс Пашић, Александар Милосављевић, Мирјана Ојданић, Татјана Њежић и Маша Стокић. Од октобра 2014. године, "Лудус" излази и у електронској форми на сајту Удружења.

## Награде УДУС
Удружење драмских уметника Србије додељује неколико значајних награда за уметничка остварења у области драмске уметности:
- Добричин прстен: Награда за животно дело, највише глумачко признање у Србији.[7]
- Награда "Милош Жутић": Додељује се за најбоље глумачко остварење у професионалним позориштима у протеклој сезони.[8]
- Награда "Бојан Ступица": Додељује се за најбољу режију у српским позориштима у претходне две сезоне.[9]
- Награда "Љубинка Бобић": Додељује се за најбоље глумачко остварење у области комедије.[10]